# 洋行
洋行是華人與西方洋人的國際貿易商行、公司、代理行，歷史開始於中國清朝，從事出口、入口及轉口商品的商業貿易組織，是物流、供應鏈上的參與者。相當於現在的「出入口貿易公司」、「國際貿易公司」。

## 地區

### 广州
行（粤语拼音: hong4）最初指建在广州城墙外，靠近珠江的成排的建築，它們在广州一口通商期间被用来接待外国贸易商和存放购买的产品，由公行（Cohong）来主持。公行在广州由廣州十三行控制，如潘振承家族。
广州十三行（英语：Thirteen Factories 或 Thirteen Hongs of Canton），又称广东十三行、十三洋行，是指清朝沿用明朝之习惯称呼广州对外贸易特区内的十三家行商。
行在火灾后几次迁址，在第一次鸦片战争（1839-1842年）后变得不那么重要，因为五口通商以及香港割让英国作为殖民地，广州失去了对外贸易的垄断地位。

### 香港
在香港，行指洋行、商行、（贸易）商号。怡和洋行（英语：Jardine Matheson，前名渣甸洋行）是最早在香港设立的洋行之一。

## 著名的貿易行
現存
- 怡和洋行（Jardine Matheson），舊名「渣甸洋行」，英資，於百慕達註冊（現無大股東，但仍有英籍實際控股股東）
- 德記洋行（Tait & Company）台資 ，原英資
- 捷成集團（Jebsen Group）舊名「捷成洋行」，德 、丹麦 、英混資
- 會德豐（Wheelock）港資，原為英 、加拿大 、華混資
- 太古洋行（Butterfield & Swire），現太古集團，原英資，現無大股東，但仍有英籍 、澳籍實際控股股東）
- 香港中華煤氣（The Hong Kong and China Gas Company, Limited）原為是英籍中東 、中亞 、南亞猶太資，現為英華混資

已結業
- 礼和洋行（Carlowitz & Co.）德资
- 於仁洋行 （Union Insurance Society CO.）英資
- 瑞记洋行（Arnhold & Karberg & Co.）德资
- 旗昌洋行（Russell & Co.）美资
- 天祥洋行（Dodwell & Co., Ltd.）英资
- 顛地洋行（Dent & Company）又名「寶順洋行」（Dodd & Company），英資
- 東興洋行（Julius Mannich & Company）德資
- 唻記洋行（Wright & Company）美資
- 怡記洋行（Elles & Company）英資
- 和記洋行（Boyd & Company）英資
- 天利洋行（MacPhail & Company）英資
- 勒士拉洋行（Lessler & Company）德資
- 美利士洋行（Milisch & Company）德資
- 費爾哈士迪洋行（Field Hastis & Company）美資
- 水陸洋行（Brown & Company）英資
- 嘉士洋行（Case & Company）英資
- 瓊記洋行（Augustine Heard & Company）美資
- 羅賓內洋行（Robinet & Company）美資
- 得忌利士洋行（Douglas Lapraik & Co）英資，為英商「輪船公司」。
- 新沙逊洋行
- 鲁麟洋行（Reuter, Brockelmann&CO）德商，以化工、染料为主业
- 禅臣洋行（Siemssen& Co）德商，以机械、工业设备为主业
- 仁記洋行（Gibb, Livingston & Co.）英資

## 清治時期臺灣的主要洋行
臺灣清治時期的主要洋行如下：
| 洋行名稱                                           | 國籍 | 創設日期                | 行址             | 主要負責人 | 主要業務              | 備考 |
| -------------------------------------------------- | ---- | ----------------------- | ---------------- | --- | --------------------- | --- |
| 奈伊兄弟洋行 Nye Brothers & Co.                    | 美   |                         |                  | 吉頓‧奈伊 | 鴉片 糖 茶            | 1833年（道光13年）在廣州成立奈伊兄弟洋行，可能為第一位登陸台灣的美國商人。咸豐5年（1855年6月27日）與美商威廉士洋行（William, Anthon ＆ Co.）、羅賓內洋行（W. M. Robinet ＆ Co.）賄賂裕鐸，取得獨占南台灣貿易及使用打狗港的特權。 |
| 威廉士洋行 William, Anthon ＆ Co.                  | 美   |                         |                  | |                       | [ 3 ] [ 4 ] |
| 羅賓奈洋行 Robinet & Co.                           | 美   | 1855年 （咸豐五年）     | 打狗             | |                       | [ 5 ] |
| 怡和洋行 Jardine, Matheson & Co.                   | 英   | 1860年 （咸豐十年）     | 打狗 淡水 大稻埕 | 馬哲遜Dond Matheson（夥主） 莫利遜Alexander Morrison（代理人，駐臺南，監督臺南 淡水業務） 培士多C. H. Best 吳雷M. Woodley（光緒二十一年，及公元一八九五年仍在職） | 樟腦 茶葉 糖 保險代理 | 初設於打狗。同治元年設代理人駐淡水，後設於大稻埕。 |
| 甸德洋行 Dent & Co.                                | 英   | 1860年 （咸豐十年）     | 打狗             | 希爾巴 P.F. de Siira（代理人） 約翰·陶德（1864年以甸特洋行首任代理商的身分再次抵台）                                                                              | 樟腦 糖               | 被設於打狗。同治元年置代理人駐淡水，同治五年停業。也譯為顛地洋行。 |
| 天利行 McPhail & Co.                               | 英   | 1864年 （同治三年）以前 | 打狗 臺南        | 詹姆士·馬克亥爾 James W. Mcphail 尼爾·馬克亥爾 Neil McPhail | 樟腦                  | 同治六年停業。 |
| 勒士拉洋行 Lessier & Co.（後稱 Lessier and Hagen） | 德   | 1864年 （同治三年）以前 | 打狗             | 勒士拉M.L.Lrddier（創辦人） 希爾巴 P.F. de Siira（同治三年入夥）                                                                                                  | 樟腦 糖               | 也譯為老鈐洋行。 |
| 柯爾曼亞力基洋行 Kieimann & Co.                    | 德   | 1865年 （同治四年）     | 打狗             | |                       | |
| 美利士洋行 Miisch & Co.                            | 德   | 1865 （同治四年）       | 淡水             | 美利士（James Milisch，創辦人，漢堡人） | 樟腦 鴉片 海運 拓殖   | 1865年10月6日抵淡水設美利士洋行 1870年6月因虧空甚鉅，怡和洋行停止其代理權，改寶順洋行代理。 |
| 費爾‧哈士迪洋行 Field Hastis & Co.                 | 美   | 1865 （同治四年）       | 淡水 雞籠        | 費爾·哈士迪斯 Field Hastis | 樟腦 煤               | 1865年於雞籠設立 |
| 怡記洋行 Elles & Co.                               | 美   | 1866年 （同治五年）     | 打狗             | 詹勒美利歐士 G. Remedios（創設當時負責） 泰 W. H. Tavior（同治五年起負責） 阿蘭‧培因 Adam W. Bain（同治五年底起任助理）                                           | 樟腦 茶葉             | 安平五洋行之一。1883年結束營業。 |
| 德記洋行 Talt & Co.                                | 英   | 1867年 （同治六年）     | 安平 打狗 大稻埕 | 馬遜 J.C. Masson 布爾士 R.H. Bruce | 茶 保險代理           | 安平五洋行之一。同治十一年遷至大稻埕 英國國民銀行之代理店 |
| 和記洋行 Bovd & Co.                                | 英   | 1867年 （同治六年）     | 安平 大稻埕      | 羅拔‧克萊Robert Craig 卡利F. Gardiner | 茶 保險代理           | 安平五洋行之一。本店設於廈門 |
| 怡記洋行 Bain & Co.                                | 英   |                         | 安平             | 阿蘭‧培因 Adam W. Bain | 保險代理 電線工程     | 安平五洋行之一。Elles & Co. 1883年結束營業後，該行職員阿蘭·培因沿用「怡記洋行」這個中文名在安平開設自己的洋行（Bain & Co.），但跟原本的怡記洋行無關。曾承辦浘尾福州間水路電線工程，光緒十三年竣工。                              |
| 唻記號 Wright & Co.                                | 英   |                         | 安平             | 希士頓 Robert J. Hasting | 糖 雜商               | 安平五洋行之一。 |
| 東興洋行 Juilus Mannich ＆Co.                      | 德   |                         | 安平             | 東興 Julius Mannich 培達遜J. Peterson | 樟腦 糖 輪船          | 安平五洋行之一。 |
| 寶順洋行 Dodd & Co.                                | 英   | 1869年 （同治八年）     | 淡水 大稻埕      | 約翰·陶德 | 茶                    | 甸德洋行於1867年倒閉後，陶德設立了寶順洋行。 |
| 水陸洋行 Bown & Co.                                | 英   | 1869年 （同治八年）     | 安平 大稻埕      | 達林 Darling | 茶 保險代理           | 本店設於廈門。 光緒二十一年破產。 |
| 嘉士洋行 Case & Co.                                | 英   | 似為1869年 （同治八年） | 安平 大稻埕      | | 茶 保險代理           | 匯豐銀行代理店。 1897年英商殼牌公司買下嘉士洋行以利遠東地區貿易。 今存英商嘉士洋行倉庫。 |
| 得忌利洋行 DouglasLapralk & Co.                    | 英   |                         | 大稻埕           | 得忌利 Dougias Lapraik |                       | |
| 劉達‧布羅格爾曼洋行 Reuter Brockeimann & Co.       | 德   |                         | 大稻埕           | 奧利 R.N. Ohly |                       | |
| 公泰洋行 Buttler & Co.                             | 德   |                         | 大稻埕 淡水      | 布德拉 Count A. Buttier 澳利 R.N. Ohly | 樟腦                  | 與霧峰林家林朝棟共同開採大湖、卓蘭、東勢至集集一帶的樟腦。 |
| 漢昌商行 Hankred & Co.                             | 英   |                         |                  | 范嘉士 Hankered | 煤                    | 光緒十三年劉銘傳曾奏請准此洋行承辦煤，未獲准。 |
| 瑞興洋行                                           | 德   | 1886年 （光緒十二年）   | 臺南             | 赫斯樂博勞茲 | 樟腦                  | 富商沈德墨與德國人合資開設。唻記洋行隔壁的瑞興洋行與旗昌洋行後來都被唻記代理或併入 |

## 相關
- 大班
- 買辦
- 廣州十三行
- 安平五洋行：曾於今臺灣臺南市安平區設立據點的東興、唻記、德記、怡記及和記等「五大洋行」。
- 郊行：府城三郊

## 外部連結
- 台灣大百科全書——洋行 （页面存档备份，存于）
- 國家文化資料庫——美商洋行[永久]
- 黄光域:外国在华工商企业辞典——西中行名对照表[永久]